# 巴林荷包魚
巴林荷包魚，為輻鰭魚綱鱸形目鱸亞目蓋刺魚科的其中一個種。

## 分布
本魚目前僅發現於澳洲新南威爾斯外海海域。

## 深度
水深100至120公尺。

## 特徵
本魚體卵圓形，吻圓鈍，口小；體色以白色為底，有一大塊黑色斑塊從背部沿伸體上半部至胸鰭基部，吻部及眼睛周圍也有黑色斑塊。眼經、胸鰭及尾鰭鮮黃色，背鰭及臀鰭軟條淺藍灰色邊緣。

## 生態
本魚棲息在較深珊瑚礁區。

## 經濟利用
可做為觀賞魚。